# House of Hell

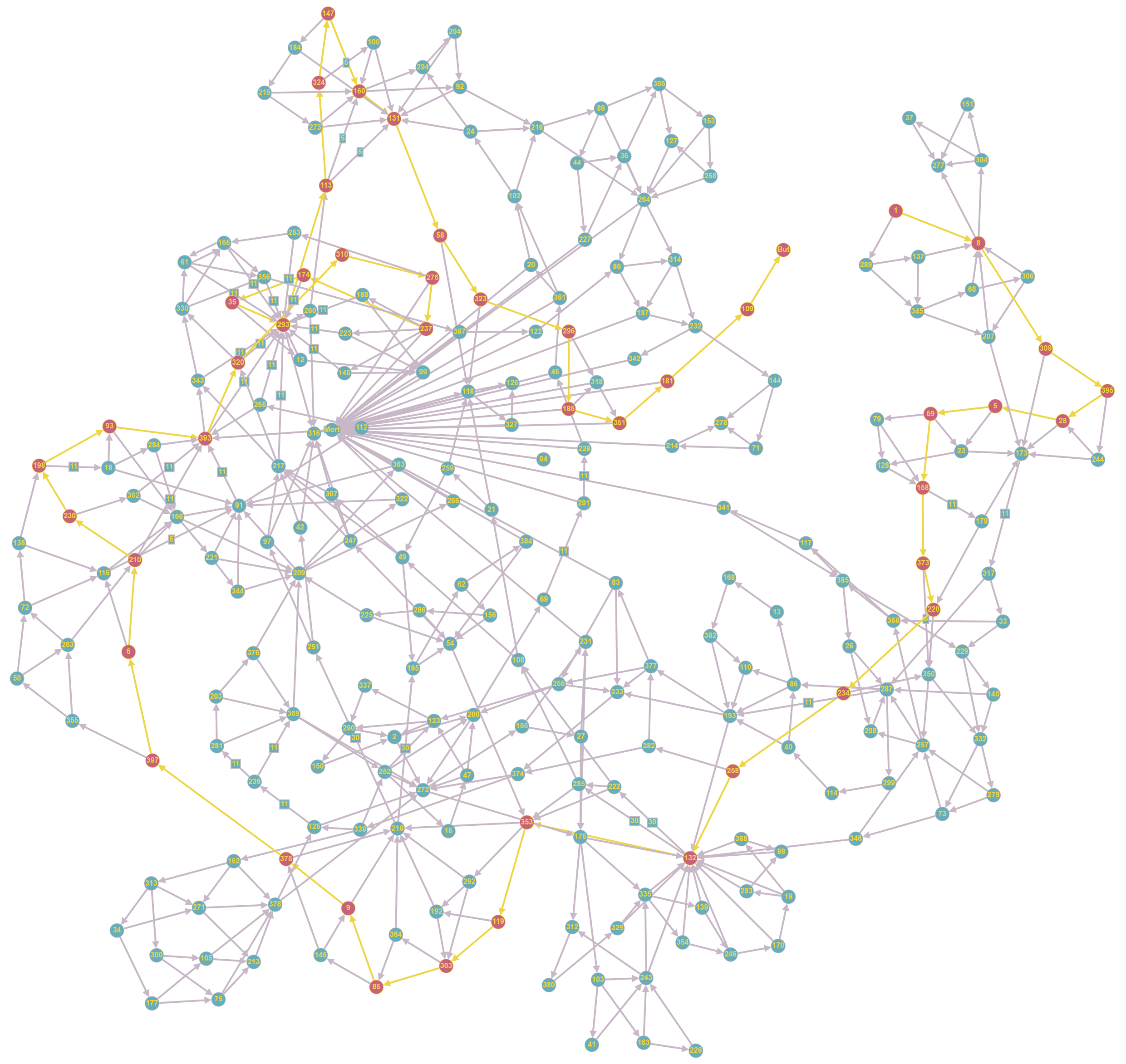
Estrutura do libro.

House of Hell (Brasil: Mansão das Trevas ou A Mansão do Inferno / Portugal: A Mansão Diabólica) é o décimo livro-jogo da coleção Fighting Fantasy (que no Brasil e em Portugal recebeu o nome de Aventuras Fantásticas), escrito por Steve Jackson e ilustrado por Tim Sell publicado originalmente em 2002 pela  Puffin Books, em 2003, foi republicado pela Wizard Books.

## No Brasil
Foi o vigésimo livro da coleção Aventuras Fantásticas publicado pela Marques Saraiva com o título Mansão das Trevas, em 2011 foi publicado pela Jambô com o título A Mansão do Inferno.

## Outras mídias
A versão digital foi desenvolvida pela Tin Man Games e estará disponível para Android e iOS.
Em 2010, o Super Team Film Prods garantiu os direitos de House of Hell com a intensão de fazer uma adaptação cinematográfica.